# Lil Karhola Wettergren
Dagmar Sigbritt Lil Karhola Wettergren, född Drangel 20 maj 1924 i Horns församling, död 21 november 2008 i Oscars församling i Stockholm, var en svensk entreprenör. Hon lanserade på 1950-talet nymodigheten pappersblöjan och blev 1970 den första kvinnliga styrelseledamoten i ett svenskt börsnoterat aktiebolag (Husqvarna).

## Biografi

### Bakgrund
Lil Drangel föddes 1924 på Horns Väsby (säteri) i Horn i Östergötland, som dotter till agronom Hugo Drangel och dennes fru May, född Gustafson. Efter studier i juridik och tingstjänstgöring anställdes hon 1949 vid Pauliströms mjukpappersbruk.

### Pauliströms bruk
Pauliströms bruk i Småland (nuvarande Vetlanda kommun) grundades 1726. Hugo Drangel hade 1927 förvärvat bruket och därefter omvandlat det gamla träsliperiet till ett pappersbruk för mjukpapper. Satsningen kom i rätt tid på grund av andra världskrigets brist på bomull och förbandsmaterial i Europa. Under andra världskriget rådde i Sverige också brist på både textilier och tvättmedel, vilket födde idén om pappersblöjan. Denna innovation var Pauliström 1944 först i världen om att lansera.
1956 köpte Lil Karhola Wettergren ut Pauliström från familjen och började tillverka pappersblöjor i Sveriges första blöjmaskin, vilken konstruerats på bruket. Hennes egna barn blev testpanel (det var också barnen som kom på idén om ett lamm som symbol för mjukhet). Hon var åren 1959–1965 VD för företaget. I slutet av 1962 tog hon initiativet till Cellvabruken AB, ett gemensamt försäljningsbolag för de familjeägda mjukpappersbruken Pauliström, Långasjönäs och Nyboholm. Dessa var och en för sig för små för att konkurrera med det börsnoterade Mölnlycke AB.

### Modo och styrelseproffs
1965 såldes Pauliström och Cellvabruken till Mo och Domsjö AB, och Karhola-Wettergren skulle enligt uppgörelsen samtidigt bli chef för Modos mjukpappersdivision. Den totalt mansdominerade företagskulturen ställde henne dock för nya utmaningar, och efter några år sade hon upp sig från företaget för att starta eget; detta egna var hennes innovativa företag Paper-Lil AB.
1976 återkom Karhola-Wettergren dock till Modo, denna gång som styrelseledamot. Hon var nu den första kvinnliga styrelseledamoten i svensk företagshistoria som inte tillhört ägarfamiljen; sex år tidigare hade hon inträtt i Husqvarna AB:s styrelse som den första kvinnliga styrelseledamoten i ett svenskt börsbolag. Under de kommande åren skulle hon även komma att verka som det första kvinnliga "styrelseproffset" med poster/platser i Abba Seafood (1975–1986), Götabanken (1980–1991; första kvinna i en bankstyrelse), Mo & Domsjö AB (1982–1991) och Svenska handelskammaren i New York (1979–1982).
1987 kom hennes bok Fostrad till männens värld, en bok om en kvinnas erfarenheter i en manlig företagsvärld. Åren 1983–2003 förvaltade hon familjegodset Horns Väsby.

## Familj
Lil Karhola Wettergren var åren 1946–1981 gift med Ola Wettergren och hade med honom fyra barn. Från 1981 var hon gift med Arvo Karhola, vice VD för finska Tampella. Paret bosatte sig därefter i Helsingfors. Efter makens bortgång 2003 flyttade hon tillbaka till Sverige och Stockholm.